# Galina (cràter)
Galina és un cràter d'impacte en el planeta Venus de 16,8 km de diàmetre. Porta el nom d'un antropònim búlgar, i el seu nom va ser aprovat per la Unió Astronòmica Internacional el 1985.